# USS Georgia (BB-15)
USS Georgia (BB-15) byl predreadnought Námořnictva Spojených států amerických, který sloužil mezi lety 1906-1920. Jednalo se o třetí loď třídy Virginia.

## Stavba
Loď USS Georgia byla postavena v loděnici Bath Iron Works, která postavila například stealth torpédoborce třídy Zumwalt. Roku 1904 byla loď spuštěna na vodu a dne 24. září 1906 byla Georgia uvedena do služby.

## Technické specifikace
Georgia na délku měřila 134 m a na šířku 23 m. Ponor byl hluboký 7 m standardní výtlak činil 15 188 t. O pohon se staralo dvacet čtyři uhelných kotlů Niclausse, které dokázaly vyvinout výkon 19 000 koní a díky nim loď mohla plout rychlostí až 35 km/h.

## Výzbroj

Dělové věže s 305mm kanóny a s 203mm kanóny

Primární výzbroj Georgie tvořily dvě dvojhlavňové střelecké věže s 305mm děly. Dále byla loď vyzbrojena čtyřmi dvojitými střeleckými věžemi s 203mm děly, které měly dostřel až 32 km, dvanácti 152mm kanóny, dvanácti 76mm kanóny, dvanácti 47mm kanóny QF 3-pounder a čtyřmi torpédomety pro 533mm torpéda.